# مقاطعات إنجلترا
مقاطعات إنجلترا (بالإنجليزية: Counties of England) هي نوع من التقسيمات الإدارية في إنجلترا التي استُخدِمَت كمناطق إدارية منذ العصور الأنجلوسكسونية. هناك ثلاثة تعريفات للمقاطعة في إنجلترا: المقاطعات المراسيمية البالغ عددها 48 والتي تستخدم لأغراض النيابة، والمقاطعات الحضرية وغير الحضرية البالغ عددها 84 للحكومة المحلية، والمقاطعات التاريخية البالغ عددها 39، والتي كانت تستخدم للإدارة حتى عام 1974.
تتكون معظم المقاطعات التاريخية لإنجلترا من مقاطعات أو أقسام للممالك السابقة التي توحدت تدريجيًا بحلول القرن العاشر لتصبح إنجلترا. استُخدِمَت المقاطعات في البداية بشكل أساسي لإدارة العدالة، تحت إشراف عمدة. واكتسبت بعد ذلك أدوارًا أخرى، ولاسيما العمل كدوائر انتخابية وكمناطق لتنظيم الميليشيا، والتي كانت مسؤولية الملازم الأول. تولى قضاة المقاطعات تدريجيًا بعض الوظائف الإدارية أيضًا.
أُنشِئَت مجالس المقاطعات المنتخبة في عام 1889، وتولت الوظائف الإدارية للقضاة. تطورت وظائف وأقاليم المقاطعات منذ ذلك الحين، مع إجراء تعديلات كبيرة في عدة مناسبات، ولاسيما في أعوام 1889 و1965 و1974.
كان لدى إنجلترا (خارج لندن الكبرى وجزر سيلي)، بعد إصلاحات عام 1974، هيكل من مستويين من مجالس المقاطعات من المستوى الأعلى ومجالس المناطق من المستوى الأدنى، وصُنِّفَت كل مقاطعة إما كمقاطعة حضرية أو مقاطعة غير حضرية. أُنشِئَت العديد من السلطات الموحدة في المقاطعات غير الحضرية منذ عام 1995، عادةً عن طريق إنشاء مقاطعة غير حضرية تحتوي على منطقة واحدة، ولها مجلس واحد يؤدي وظائف المقاطعة والمنطقة على حد سواء. كان هناك تعريفان قانونيان للمقاطعة منذ عام 1996، وهما المقاطعات كما هي محددة في تشريعات الحكومة المحلية، والمقاطعات لأغراض النيابة (والتي تُعرف بشكل غير رسمي باسم المقاطعات المراسيمية).
تغطي مقاطعات الحكومة المحلية اليوم إنجلترا باستثناء لندن الكبرى وجزر سيلي. هناك ست مقاطعات حضرية و78 مقاطعة غير حضرية. تخضع 21 مقاطعة غير حضرية للحكم في ترتيب من مستويين مع مجلس مقاطعة من المستوى الأعلى وعدد من مجالس المقاطعات من المستوى الأدنى، و56 مقاطعة تحكمها سلطة موحدة تؤدي وظائف المقاطعة والمنطقة على حد سواء، وواحدة منها (بركشاير) تحكمها ست سلطات موحدة بينما تظل قانونيًا مقاطعة واحدة.
قُسِّمَت إنجلترا (بما في ذلك لندن الكبرى وجزر سيلي)، لأهداف نيابية، إلى 48 مقاطعة، والتي تُعرَف بأنها مجموعات من مقاطعة أو أكثر من مقاطعات الحكومة المحلية.
تُستخدم المقاطعات بشكل متكرر لأهداف غير إدارية، بما في ذلك الثقافة والسياحة والرياضة، مع تنظيم العديد من المنظمات والأندية والدوريات على أساس المقاطعة. قُسِّمَت إنجلترا إلى مقاطعات بريدية بهدف فرز البريد وتسليمه حتى عام 1996؛ ثم تخلى عنها البريد الملكي البريطاني لصالح الرموز البريدية.

## الحكومة المحلية
أصبحت أنجلترا تتألف من 84 مقاطعة تُستخدَم لأغراض الحكومة المحلية منذ أحدث التغييرات في عام 2023، وتُصَنَّف على أنها مقاطعات حضرية أو غير حضرية. يمكن للمقاطعات غير الحضرية أن تُحكَم من قبل مستوى واحد أو مستويين من المجالس. يمكن لتلك التي يحكمها مستوى واحد (السلطات الموحدة) أن تقع تحت حكم إما مجلس مقاطعة يؤدي أيضًا وظائف المنطقة، أو مجلس مقاطعة يؤدي أيضًا وظائف المقاطعة. يكون التأثير مماثلًا مع وجود اختلافات هامشية فقط في المصطلحات. تُنتَخَب مجالس المقاطعات من خلال الدوائر الانتخابية، ومجالس المقاطعات من خلال التقسيمات الانتخابية.

## الثقافة
لا توجد سلسلة راسخة من الرموز الرسمية أو الأعلام تغطي جميع المقاطعات. تمكنت المجالس المحلية التي أُنشِئَت حديثًا منذ عام 1889 التقدم بطلب إلى كلية الأسلحة للحصول على شعارات النبالة، والتي غالبًا ما تتضمن رموزًا تقليدية مرتبطة بالمقاطعة. استمرت هذه الممارسة مع إنشاء مجالس المقاطعات الجديدة في عامي 1965 و1974. مُنحت مثل هذه الشعارات للمجلس بدلًا من المنطقة الجغرافية للمقاطعات نفسها، وبالتالي، أصبحت بعضها قديمة إذا لم يعد المجلس الذي مُنحت له موجودًا. أُنشِئَت سلسلة حديثة من الأعلام، بمستويات متفاوتة من الاعتماد الرسمي، في العديد من المقاطعات عن طريق المنافسة أو الاقتراع العام. تعد أيام المقاطعات ابتكارًا حديثًا في بعض المناطق.
هناك 17 فريقًا من الدرجة الأولى للكريكيت للرجال في المقاطعات، والتي تستند إلى المقاطعات الإنجليزية التاريخية. تتنافس هذه الفرق في بطولة المقاطعات وفي المسابقات المحلية الأخرى عالية المستوى التي تنظمها هيئة الكريكيت في إنجلترا وويلز، وذلك جنبًا إلى جنب مع مقاطعة الكريكيت الثامنة عشرة من الدرجة الأولى، غلامورغان في ويلز. هناك أيضًا 19 فريقًا إنجليزيًا صغيرًا من المقاطعات، والتي تتنافس جنبًا إلى جنب مع فريق مقاطعات ويلز الصغيرة، على بطولة المقاطعات الصغيرة.
تعتمد اتحادات كرة القدم المحلية بشكل تقريبي على المقاطعات الإنجليزية، مع استثناءات مثل مجموعات بيركشاير وباكينغهامشير وليسترشاير وروتلاند.

## المقاطعات البريدية
اشترط البريد الملكي بشكل دائم على أن تتضمن العناوين البريدية اسم بلدات معينة، تُعرف باسم البلدات البريدية، للمساعدة في توجيه البريد بكفاءة. اشترطت أيضًا عبر التاريخ على تضمين اسم المقاطعة التي تقع فيها البلدة البريدية لتكون جزءًا من العنوان. كانت هناك أيضًا سلسلة من اختصارات أسماء المقاطعات الرسمية المعتمدة للاستخدام البريدي. كانت عناوين البريد في العديد من المناطق الريفية والقرى تشير إلى بلدات بريدية تقع في مقاطعات مختلفة عن موقعها الفعلي، مما جعل تضمين اسم المقاطعة الصحيحة جزءًا لا غنى عنه في العنوان الكامل؛ فكان على قرية إيستون أون ذا هيل في نورثامبتونشير مثلًا تضمين ستامفورد بلينكولنشير في عنوانها. تضمنت المقاطعات البريدية نفس مجموعة البلدات مثل المقاطعات الجغرافية، ولكن كانت لها حدود مختلفة تمامًا.
لم يتمكن البريد الملكي من متابعة التغييرات التي طرأت على حدود المقاطعات في عامي 1965 و1974 بسبب قيود التكلفة؛ ولأن العديد من المقاطعات الجديدة كانت تحمل أسماء تشبه إلى حد كبير اسم البلدات البريدية. كانت الاختلافات الرئيسية هي أنه لا يمكن اعتماد هيريفورد وورسيستر ومانشستر الكبرى ولندن الكبرى كمقاطعات بريدية، وأنه كان لابد من تقسيم همبرسايد إلى شمال همبرسايد وجنوب همبرسايد.
تخلى البريد الملكي عن استخدام المقاطعات البريدية في عام 1996 بعد أن أصبحت الرموز البريدية راسخة بشكل كافٍ.